# René Poyen
 René Georges Poyen, né dans le 20e arrondissement de Paris le 5 octobre 1908 et mort dans le 10e arrondissement le 4 février 1968, est un acteur français.

## Biographie
Enfant star du temps du cinéma muet, il commença sa carrière d'acteur à l'âge de quatre ans, en jouant le personnage populaire de Bout-de-Zan dans une série de courts métrages burlesques produite par la Gaumont, et dont la plupart des épisodes furent réalisés par Louis Feuillade.
René Poyen repose au cimetière de Villeparisis (Seine-et-Marne).

## Filmographie
Tous les films sont des courts métrages muets réalisés par Louis Feuillade (sauf indication contraire) dans lesquels il interprète le rôle de Bout-de-Zan.
- 1912
  - Bébé adopte un petit frère (265 m)
  - Bébé, Bout de Zan et le Voleur (225 m)
  - Le Bonheur perdu de Henri Fescourt (312 m) rôle non connu
  - Bout de Zan revient du cirque (85 m)
- 1913
  - La Tirelire de Bout de Zan (227 m)
  - Une aventure de Bout de Zan (215 m)
  - La Première Idylle de Bout de Zan (305 m)
  - Bout de Zan chanteur ambulant (257 m)
  - Bout de Zan vole un éléphant (220 m)
  - Bout de Zan et le Chien policier (274 m)
  - L'Éducation de Bout de Zan (112 m)
  - Bout de Zan fait une enquête (168 m)
  - Bout de Zan et le Chien ratier (112 m)
  - Bout de Zan fait les commissions (310 m)
  - Bout de Zan au bal masqué (230 m)
  - Les Cerises de Bout de Zan (179 m)
  - Bout de Zan regarde par la fenêtre (139 m)
  - Bout de Zan et sa petite amie (277 m)
  - Bout de Zan et le Pêcheur (114 m)
  - Bout de Zan et le Chemineau (117 m)
  - Bout de Zan et le Crocodile (108 m)
  - Bout de Zan et le Mannequin (179 m)
  - Bout de Zan et le Lion (140 m)
  - Bout de Zan s'amuse (133 m)
  - Les Étrennes de Bout de Zan
  - Le Crime de Bout de Zan
  - Les Souhaits de Bout de Zan
- 1914
  - Bout de Zan a la gale (120 m)
  - Bout de Zan et le Crime au téléphone (150 m)
  - Bout de Zan vaudevilliste (166 m)
  - Bout de Zan écrit ses maximes (136 m)
  - Bout de Zan et le Ver solitaire (138 m)
  - Bout de Zan et le Cigare
  - L'Enfant de la roulotte
  - Bout de Zan pugiliste (120 m)
  - Bout de Zan pacifiste (88 m)
  - Bout de Zan et le Ramoneur (245 m)
  - Les Résolutions de Bout de Zan (82 m)
  - Bout de Zan épicier (229 m)
  - Bout de Zan et le Sac de noix (162 m)
  - Bout de Zan en villégiature (129 m)
  - Le Noël de Bout de Zan
  - Bout de Zan et le Père Ledru
  - Bout de Zan et l'Espion ou Bout de Zan et le boche
- 1915
  - Bout de Zan a la jaunisse
  - Bout de Zan a le cafard
  - Bout de Zan aime l'Italie (167 m)
  - Bout de Zan est patriote (350 m)
  - Bout de Zan et l'Embusqué
  - Bout de Zan et la Gamine
  - Bout de Zan et le Fantôme (245 m)
  - Bout de Zan et le Petit Poucet
  - Bout de Zan et le Poilu
  - Bout de Zan et les Contrebandiers de la rivière
  - Bout de Zan fait des siennes
  - Bout de Zan infirmier
  - Bout de Zan sorcier
  - Bout de Zan va t'en guerre
  - L'Oncle de Bout de Zan
- 1916
  - Les Vampires. Ep.8 : Le Maître de la foudre (1,300 m) - Eustache Mazamette
  - C'est pour les orphelins ! - Le fils de l'artiste
  - Judex - ciné-roman en 12 épisodes - Le môme Régilsse (combien d'épisodes : ?)
  - Le pied qui étreint de Jacques Feyder - film tourné en 4 époques - rôle non déterminé -
  - Bout de Zan veut s'engager
  - Bout de Zan et la Torpille (425 m)
  - Bout de Zan patriote
  - Bout de Zan se venge (150 m)
- 1917
  - La Nouvelle Mission de Judex - ciné-roman en 12 épisodes - Le môme Réglisse (combien d'épisodes : ?)
- 1920
  - Les Deux Gamines - ciné-roman en 12 épisodes (9,500 m) - René (nombre d'épisodes non connu)
- 1921
  - La Proie de Marcel Dumont (1,600 m) - Géo
- 1923
  - La Fille bien gardée (1,880 m) - Le groom
  - Le Gamin de Paris (1,800 m) - Joseph
  - La Gosseline (1,376 m) - Blaise Pédoizel
- 1924
  - Lucette (1,600 m) - Le cousin
  - L'Orphelin de Paris I : Un détective de 15 ans (1,200 m) - Félix Perrin, le jeune orphelin
  - L'Orphelin de Paris II : Un secret de famille (1,200 m) - Félix Perrin, le jeune orphelin
  - L'Orphelin de Paris III : Sur la piste (1,200 m) - Félix Perrin, le jeune orphelin
  - L'Orphelin de Paris IV : L'Homme de la montagne (1,200 m) - Félix Perrin, le jeune orphelin
  - L'Orphelin de Paris V : Bas le masque (1,200 m) - Félix Perrin, le jeune orphelin
  - L'Orphelin de Paris VI : L'Abîme (1,200 m) - Félix Perrin, le jeune orphelin
  - Pierrot, Pierrette (1,600 m) - Pierrot
  - Romanetti / Le roi du maquis de Gennaro Dini - Romanetti, jeune
- 1925
  - Les Murailles du silence de Louis de Carbonnat (1,850 m) - Heddine
- 1932
  - Clochard de Robert Péguy - rôle non connu -
  - Le Bidon d'or de Christian-Jaque - Bout de Zan